# Mexikó a 2012. évi nyári olimpiai játékokon
Mexikó a nagy-britanniai Londonban megrendezett 2012. évi nyári olimpiai játékok egyik részt vevő nemzete volt. Az országot az olimpián 23 sportágban 102 sportoló képviselte, akik összesen 7 érmet szereztek.

## Érmesek
| Érem  | Versenyző | Sportág    | Versenyszám                |
| ----- | --- | ---------- | -------------------------- |
| Arany | Nemzeti válogatott Néstor Araujo Javier Aquino Dárvin Chávez José Corona Javier Cortés Jorge Enríquez Marco Fabián Héctor Herrera Israel Jiménez Raúl Jiménez Hiram Mier Oribe Peralta Miguel Ponce Diego Reyes José Antonio Rodríguez Carlos Salcido Giovani dos Santos Néstor Vidrio | Labdarúgás | Férfi                      |
| Ezüst | Aída Román | Íjászat    | Női egyéni                 |
| Ezüst | Iván García Germán Sánchez | Műugrás    | Férfi szinkron toronyugrás |
| Ezüst | Paola Espinosa Alejandra Orozco | Műugrás    | Női szinkron toronyugrás   |
| Bronz | Mariana Avitia | Íjászat    | Női egyéni                 |
| Bronz | Laura Sánchez | Műugrás    | Női egyéni műugrás         |
| Bronz | María Espinoza | Taekwondo  | Női nehézsúly              |

## Asztalitenisz
Női
| Versenyző    | Versenyszám | Selejtező         | 64-es főtábla                              | 48-as főtábla     | 32-es főtábla     | Nyolcaddöntő      | Negyeddöntő       | Elődöntő          | Döntő             | Helyezés |
| Versenyző    | Versenyszám | Ellenfél Eredmény | Ellenfél Eredmény                          | Ellenfél Eredmény | Ellenfél Eredmény | Ellenfél Eredmény | Ellenfél Eredmény | Ellenfél Eredmény | Ellenfél Eredmény | Helyezés |
| ------------ | ----------- | ----------------- | ------------------------------------------ | ----------------- | ----------------- | ----------------- | ----------------- | ----------------- | ----------------- | -------- |
| Yadira Silva | Egyes       |                   | Ariel Hsing (USA) · 9–11, 8–11, 3–11, 5–11 | kiesett           | kiesett           | kiesett           | kiesett           | kiesett           | kiesett           | 49.      |

## Atlétika
Férfi
| Versenyző           | Versenyszám     | Előfutam | Előfutam | Előfutam | Elődöntő | Elődöntő | Elődöntő | Döntő    | Döntő    |
| Versenyző           | Versenyszám     | Idő      | Hely.    | Össz.    | Idő      | Hely.    | Össz.    | Idő      | Helyezés |
| ------------------- | --------------- | -------- | -------- | -------- | -------- | -------- | -------- | -------- | -------- |
| José Carlos Herrera | 200 m           | 21,17    | 7.       | 45.      | kiesett  | kiesett  | kiesett  | kiesett  | kiesett  |
| Juan Luis Barrios   | 5000 m          | 13:21,01 | 9.       | 9.       |          |          |          | 13:45,30 | 8.       |
| Diego Estrada       | 10 000 m        |          |          |          |          |          |          | 28:36,19 | 21.      |
| Carlos Cordero      | Maraton         |          |          |          |          |          |          | 2:22:08  | 60.      |
| Arturo Malaquias    | Maraton         |          |          |          |          |          |          | 2:26:37  | 70.      |
| Daniel Vargas       | Maraton         |          |          |          |          |          |          | 2:18:26  | 39.      |
| Ever Palma          | 20 km gyaloglás |          |          |          |          |          |          | 1:26:30  | 46.      |
| Isaac Palma         | 20 km gyaloglás |          |          |          |          |          |          | 1:23:35  | 34.      |
| Eder Sánchez        | 20 km gyaloglás |          |          |          |          |          |          | 1:19:52  | 6.       |
| José Leyver         | 50 km gyaloglás |          |          |          |          |          |          | 3:55:00  | 28.      |
| Horacio Nava        | 50 km gyaloglás |          |          |          |          |          |          | 3:46:59  | 16.      |
| Omar Zepeda         | 50 km gyaloglás |          |          |          |          |          |          | 3:49:14  | 23.      |

| Versenyző     | Versenyszám | Selejtező | Selejtező | Döntő    | Döntő    |
| Versenyző     | Versenyszám | Eredmény  | Helyezés  | Eredmény | Helyezés |
| ------------- | ----------- | --------- | --------- | -------- | -------- |
| Luis Rivera   | Távolugrás  | 742 cm    | 32.       | kiesett  | kiesett  |
| Stephen Saenz | Súlylökés   | 18,65 m   | 32.       | kiesett  | kiesett  |

Női
| Versenyző      | Versenyszám     | Előfutam | Előfutam | Előfutam | Döntő   | Döntő   |
| Versenyző      | Versenyszám     | Idő      | Hely.    | Össz.    | Idő     | Hely.   |
| -------------- | --------------- | -------- | -------- | -------- | ------- | ------- |
| Sandra López   | 5000 m          | 15:55,16 | 16.      | 33.      | kiesett | kiesett |
| Karina Pérez   | Maraton         |          |          |          | 2:33:30 | 50.     |
| Marisol Romero | Maraton         |          |          |          | 2:33:08 | 46.     |
| Monica Equihua | 20 km gyaloglás |          |          |          | 1:32:28 | 30.     |

## Birkózás

### Férfi
Szabadfogású
| Versenyző        | Versenyszám | Selejtező                           | Nyolcaddöntő                          | Negyeddöntő       | Elődöntő          | Vigaszág első kör | Vigaszág elődöntő                            | Bronz- mérkőzés   | Döntő             | Helyezés |
| Versenyző        | Versenyszám | Ellenfél Eredmény                   | Ellenfél Eredmény                     | Ellenfél Eredmény | Ellenfél Eredmény | Ellenfél Eredmény | Ellenfél Eredmény                            | Ellenfél Eredmény | Ellenfél Eredmény | Helyezés |
| ---------------- | ----------- | ----------------------------------- | ------------------------------------- | ----------------- | ----------------- | ----------------- | -------------------------------------------- | ----------------- | ----------------- | -------- |
| Guillermo Torres | 60 kg       | Masoud Esmaeilpoor (IRI) · 0–6, 1–2 | kiesett                               | kiesett           | kiesett           |                   |                                              |                   |                   | 16.      |
| Jesse Ruíz       | 120 kg      | erőnyerő                            | Davit Modzmanashvili (GEO) · 0–4, 0–7 |                   |                   |                   | Daulet Sabanbaj (KAZ) · 0–5, 0–3 (kétvállas) | kiesett           |                   | 18.      |

## Cselgáncs
Férfi
| Versenyző      | Versenyszám | Selejtező         | 32-es főtábla                          | Nyolcaddöntő                     | Negyeddöntő       | Elődöntő          | Vigaszág elődöntő | Bronz- mérkőzés   | Döntő             | Helyezés |
| Versenyző      | Versenyszám | Ellenfél Eredmény | Ellenfél Eredmény                      | Ellenfél Eredmény                | Ellenfél Eredmény | Ellenfél Eredmény | Ellenfél Eredmény | Ellenfél Eredmény | Ellenfél Eredmény | Helyezés |
| -------------- | ----------- | ----------------- | -------------------------------------- | -------------------------------- | ----------------- | ----------------- | ----------------- | ----------------- | ----------------- | -------- |
| Nabor Castillo | Légsúly     | erőnyerő          | Khom Ratanakmony (CAM) · 100(0)-000(0) | Elio Verde (ITA) · 001(1)–101(1) | kiesett           | kiesett           |                   |                   |                   | 9.       |

Női
| Versenyző                | Versenyszám | Selejtező                      | Nyolcaddöntő      | Negyeddöntő       | Elődöntő          | Vigaszág elődöntő | Bronz- mérkőzés   | Döntő             | Helyezés |
| Versenyző                | Versenyszám | Ellenfél Eredmény              | Ellenfél Eredmény | Ellenfél Eredmény | Ellenfél Eredmény | Ellenfél Eredmény | Ellenfél Eredmény | Ellenfél Eredmény | Helyezés |
| ------------------------ | ----------- | ------------------------------ | ----------------- | ----------------- | ----------------- | ----------------- | ----------------- | ----------------- | -------- |
| Vanessa Martina Zambotti | Nehézsúly   | Tong Wen (CHN) · 000(0)–100(0) | kiesett           | kiesett           | kiesett           |                   |                   |                   | 17.      |

## Evezés
Férfi
| Versenyző       | Versenyszám  | Előfutam | Előfutam | Vigaszág | Vigaszág | Negyeddöntő | Negyeddöntő | Elődöntő | Elődöntő | Elődöntő | Döntő | Döntő   | Döntő | Helyezés |
| Versenyző       | Versenyszám  | Idő      | Hely.    | Idő      | Hely.    | Idő         | Hely.       | Típus    | Idő      | Hely.    | Típus | Idő     | Hely. | Helyezés |
| --------------- | ------------ | -------- | -------- | -------- | -------- | ----------- | ----------- | -------- | -------- | -------- | ----- | ------- | ----- | -------- |
| Patrick Loliger | Egypárevezős | 6:51,78  | 3.       |          |          | 7:00,20     | 4.          | C/D      | 7:29,82  | 2.       | C     | 7:20,10 | 2.    | 14.      |

Női
| Versenyző     | Versenyszám  | Előfutam | Előfutam | Vigaszág | Vigaszág | Negyeddöntő | Negyeddöntő | Elődöntő | Elődöntő | Elődöntő | Döntő | Döntő   | Döntő | Helyezés |
| Versenyző     | Versenyszám  | Idő      | Hely.    | Idő      | Hely.    | Idő         | Hely.       | Típus    | Idő      | Hely.    | Típus | Idő     | Hely. | Helyezés |
| ------------- | ------------ | -------- | -------- | -------- | -------- | ----------- | ----------- | -------- | -------- | -------- | ----- | ------- | ----- | -------- |
| Debora Oakley | Egypárevezős | 8:00,17  | 4.       |          |          | 8:10,97     | 4.          | C/D      | 8:14,03  | 5.       | D     | 8:40,70 | 4.    | 22.      |

## Íjászat
Férfi
| Versenyző                                         | Versenyszám | Selejtező | Selejtező | 64-es főtábla                    | 32-es főtábla                       | Nyolcaddöntő                                                                               | Negyeddöntő                                                                             | Elődöntő                                                                              | Döntő                                                                                   | Helyezés |
| Versenyző                                         | Versenyszám | Pont      | Kiemelés  | Ellenfél Eredmény                | Ellenfél Eredmény                   | Ellenfél Eredmény                                                                          | Ellenfél Eredmény                                                                       | Ellenfél Eredmény                                                                     | Ellenfél Eredmény                                                                       | Helyezés |
| ------------------------------------------------- | ----------- | --------- | --------- | -------------------------------- | ----------------------------------- | ------------------------------------------------------------------------------------------ | --------------------------------------------------------------------------------------- | ------------------------------------------------------------------------------------- | --------------------------------------------------------------------------------------- | -------- |
| Luis Alvárez                                      | Egyéni      | 665       | 30.       | Javor Hrisztov (BUL) (35.) · 6–0 | O Dzsinhjok (KOR) (3.) · 4–6        | kiesett                                                                                    | kiesett                                                                                 | kiesett                                                                               | kiesett                                                                                 | 17.      |
| Juan René Serrano                                 | Egyéni      | 665       | 29.       | Marco Galiazzo (ITA) (36.) · 6–2 | Larry Godfrey (GBR) (4.) · 1–7      | kiesett                                                                                    | kiesett                                                                                 | kiesett                                                                               | kiesett                                                                                 | 17.      |
| Luis Eduardo Vélez                                | Egyéni      | 665       | 26.       | Milad Vaziri (IRI) (39.) · 7–1   | Taj Hsziao-hsziang (CHN) (7.) · 0–6 | kiesett                                                                                    | kiesett                                                                                 | kiesett                                                                               | kiesett                                                                                 | 17.      |
| Luis Alvárez Juan René Serrano Luis Eduardo Vélez | Csapat      | 1995      | 7.        |                                  |                                     | Malajzia (MAS) · Cheng Chu Sian · Mohamad Khairul Anuar · Kamaruddin Haziq (10.) · 216–211 | Franciaország (FRA) · Gaël Prévost · Thomas Faucheron · Romain Girouille (2.) · 220–212 | Olaszország (ITA) · Michele Frangilli · Marco Galiazzo · Mauro Nespoli (6.) · 215–217 | Bronzmérkőzés · Dél-Korea (KOR) · O Dzsinhjok · Kim Bopmin · Im Donghjon (1.) · 219–224 | 4.       |

Női
| Versenyző                                    | Versenyszám | Selejtező | Selejtező | 64-es főtábla                          | 32-es főtábla                            | Nyolcaddöntő                         | Negyeddöntő                                                             | Elődöntő                         | Döntő                                          | Helyezés |
| Versenyző                                    | Versenyszám | Pont      | Kiemelés  | Ellenfél Eredmény                      | Ellenfél Eredmény                        | Ellenfél Eredmény                    | Ellenfél Eredmény                                                       | Ellenfél Eredmény                | Ellenfél Eredmény                              | Helyezés |
| -------------------------------------------- | ----------- | --------- | --------- | -------------------------------------- | ---------------------------------------- | ------------------------------------ | ----------------------------------------------------------------------- | -------------------------------- | ---------------------------------------------- | -------- |
| Mariana Avitia                               | Egyéni      | 659       | 10.       | Zahra Dehghan (IRI) (55.) · 6–2        | Naomi Folkard (GBR) (42.) · 6–2          | Carina Christiansen (DEN) (7.) · 6–2 | I Szongdzsin (KOR) (2.) · 6–2                                           | Aída Román (MEX) (11.) · 2–6     | Bronzmérkőzés · Khatuna Lorig (USA) (4.) · 6–2 |          |
| Aída Román                                   | Egyéni      | 658       | 11.       | Anasztaszija Bannova (KAZ) (54.) · 6–2 | Laisrám Bombéjala Dévi (IND) (22.) · 6–2 | Kanie Miki (JPN) (6.) · 7–3          | Pia Carmen Lionetti (ITA) (19.) · 6–2                                   | Mariana Avitia (MEX) (10.) · 6–2 | Ki Bobe (KOR) (1.) · 5–6                       |          |
| Alejandra Valencia                           | Egyéni      | 657       | 13.       | Reena Pärnat (EST) (52.) · 7–1         | Cseng Ming (CHN) (20.) · 1–7             | kiesett                              | kiesett                                                                 | kiesett                          | kiesett                                        | 17.      |
| Mariana Avitia Aída Román Alejandra Valencia | Csapat      | 1974      | 4.        |                                        |                                          | erőnyerő                             | Japán (JPN) · Kavanaka Kaori · Kanie Miki · Hajakava Ren (5.) · 209–219 | kiesett                          | kiesett                                        | 7.       |

## Kajak-kenu

### Síkvízi
Férfi
| Versenyző      | Versenyszám       | Előfutam | Előfutam | Előfutam | Elődöntő | Elődöntő | Elődöntő | Döntő   | Döntő    | Döntő    | Helyezés |
| Versenyző      | Versenyszám       | Idő      | Hely.    | Össz.    | Idő      | Hely.    | Össz.    | Típus   | Idő      | Helyezés | Helyezés |
| -------------- | ----------------- | -------- | -------- | -------- | -------- | -------- | -------- | ------- | -------- | -------- | -------- |
| José Cristóbal | Kenu egyes 200 m  | 44,459   | 4.       | 20.      | 44,571   | 7.       | 20.      | kiesett | kiesett  | kiesett  | kiesett  |
| José Cristóbal | Kenu egyes 1000 m | 3:58,673 | 4.       | 5.       | 3:54,590 | 5.       | 10.      | B       | 3:56,118 | 2.       | 10.      |

## Kerékpározás

### Országúti kerékpározás
Férfi
| Versenyző       | Versenyszám   | Idő             | Helyezés |
| --------------- | ------------- | --------------- | -------- |
| Hector Zamarron | Mezőnyverseny | 5:46:37 (+0:40) | 39.      |

Női
| Versenyző     | Versenyszám   | Idő           | Helyezés      |
| ------------- | ------------- | ------------- | ------------- |
| Ingrid Drexel | Mezőnyverseny | nem ért célba | nem ért célba |

## Labdarúgás

### Férfi
| Mexikói férfi labdarúgócsapat-játékoskeret                                                      | Mexikói férfi labdarúgócsapat-játékoskeret                                                    | Mexikói férfi labdarúgócsapat-játékoskeret                                                                   |
| ----------------------------------------------------------------------------------------------- | --------------------------------------------------------------------------------------------- | --- |
| - Néstor Araujo - Javier Aquino - Dárvin Chávez - José Corona* - Javier Cortés - Jorge Enríquez | - Marco Fabián - Héctor Herrera - Israel Jiménez - Raúl Jiménez - Hiram Mier - Oribe Peralta* | - Miguel Ponce - Diego Reyes - José Antonio Rodríguez - Carlos Salcido* - Giovani dos Santos - Néstor Vidrio |

* - túlkoros játékos

#### Eredmények
Csoportkör
B csoport
| Csapat          | M | Gy | D | V | Rg | Kg | Gk | P |
| --------------- | - | -- | - | - | -- | -- | -- | - |
| Mexikó (MEX)    | 3 | 2  | 1 | 0 | 3  | 0  | +3 | 7 |
| Dél-Korea (KOR) | 3 | 1  | 2 | 0 | 2  | 1  | +1 | 5 |
| Gabon (GAB)     | 3 | 0  | 2 | 1 | 1  | 3  | –2 | 2 |
| Svájc (SUI)     | 3 | 0  | 1 | 2 | 2  | 4  | –2 | 1 |

| 2012. július 26. 14:30 (15:30) |

| Mexikó (MEX) | 0–0         | Dél-Korea (KOR) |
| ------------ | ----------- | --------------- |
|              | Jegyzőkönyv |                 |

| St James’ Park, Newcastle Nézőszám: 15 748 Játékvezető: Szelím el-Zsedídi (tunéziai) |

| 2012. július 29. 14:30 (15:30) |

| Mexikó (MEX)                    | 2–0               | Gabon (GAB)      |
| ------------------------------- | ----------------- | ---------------- |
| dos Santos 63' 90+1' (11-esből) | (0–0) Jegyzőkönyv | Ndong 50′, 90+1′ |

| Ricoh Arena, Coventry Nézőszám: 28 171 Játékvezető: Ben Williams (ausztrál) |

| 2012. augusztus 1. 17:00 (18:00) |

| Mexikó (MEX) | 1–0               | Svájc (SUI) |
| ------------ | ----------------- | ----------- |
| Peralta 69'  | (0–0) Jegyzőkönyv |             |

| Millennium Stadion, Cardiff Nézőszám: 50 000 Játékvezető: Ravshan Ermatov (üzbég) |

Negyeddöntő
| 2012. augusztus 4. 14:30 (15:30) |

| Mexikó (MEX)                                        | 4–2 (h. u.)                 | Szenegál (SEN)       |
| --------------------------------------------------- | --------------------------- | -------------------- |
| Enríquez 10' Aquino 62' dos Santos 98' Herrera 109' | (1–0, 2–2, 3–0) Jegyzőkönyv | Konaté 69' Baldé 76' |

| Wembley Stadion, London Nézőszám: 81 855 Játékvezető: Mark Clattenburg (Angol) |

Elődöntő
| 2012. augusztus 7. 17:00 (18:00) |

| Mexikó (MEX)                        | 3–1               | Japán (JPN) |
| ----------------------------------- | ----------------- | ----------- |
| Fabián 31' Peralta 65' Cortés 90+3' | (1–1) Jegyzőkönyv | Ócu 12'     |

| Wembley Stadion, London Nézőszám: 82 372 Játékvezető: Gianluca Rocchi (olasz) |

Döntő
| 2012. augusztus 11. 15:00 (16:00) |

| Brazília (BRA) | 1–2               | Mexikó (MEX)   |
| -------------- | ----------------- | -------------- |
| Hulk 90+1'     | (0–1) Jegyzőkönyv | Peralta 1' 75' |

| Wembley Stadion, London Nézőszám: 86 162 Játékvezető: Mark Clattenburg (angol) |

| Csapat       | Helyezés |
| ------------ | -------- |
| Mexikó (MEX) |          |

## Lovaglás
Díjugratás
| Versenyző                                                         | Ló                                                 | Versenyszám | Selejtező | Selejtező | Selejtező | Selejtező | Selejtező | Selejtező | Selejtező | Selejtező | Döntő   | Döntő   | Döntő   | Végeredmény | Végeredmény |
| Versenyző                                                         | Ló                                                 | Versenyszám | 1. kör    | 1. kör    | 2. kör    | 2. kör    | 2. kör    | 3. kör    | 3. kör    | 3. kör    | 1. kör  | 1. kör  | 2. kör  | Végeredmény | Végeredmény |
| Versenyző                                                         | Ló                                                 | Versenyszám | Bünt.     | Hely.     | Bünt.     | Össz.     | Hely.     | Bünt.     | Össz.     | Hely.     | Bünt.   | Hely.   | Bünt.   | Bünt.       | Helyezés    |
| ----------------------------------------------------------------- | -------------------------------------------------- | ----------- | --------- | --------- | --------- | --------- | --------- | --------- | --------- | --------- | ------- | ------- | ------- | ----------- | ----------- |
| Jaime Azcárraga                                                   | Gángster                                           | Egyéni      | 12        | 67.       | kiesett   | kiesett   | kiesett   | kiesett   | kiesett   | kiesett   | kiesett | kiesett | kiesett | kiesett     | kiesett     |
| Federico Fernández                                                | Victoria                                           | Egyéni      | 5         | 53.       | 6         | 11        | 53.       | kiesett   | kiesett   | kiesett   | kiesett | kiesett | kiesett | kiesett     | kiesett     |
| Alberto Michán                                                    | Rosalía la Silla                                   | Egyéni      | 0         | 1.        | 0         | 0         | 1.        | 9         | 9         | 22.       | 4       | 11.     | 0       | 4           | 5.          |
| Nicolas Pizzaro                                                   | Crossing Jordan                                    | Egyéni      | 4         | 42.       | 4         | 8         | 31.       | 20        | 28        | 44.       | kiesett | kiesett | kiesett | kiesett     | kiesett     |
| Jaime Azcárraga Federico Fernández Alberto Michán Nicolas Pizzaro | Gángster Victoria Rosalía la Silla Crossing Jordan | Csapat      | 9         | 13.       |           |           |           |           |           |           | 10      | 9.      | kiesett | kiesett     | kiesett     |

## Műugrás
Férfi
| Versenyző                     | Versenyszám          | Selejtező | Selejtező | Elődöntő | Elődöntő | Döntő   | Döntő    |         |         |
| Versenyző                     | Versenyszám          | Pont      | Helyezés  | Pont     | Helyezés | Pont    | Helyezés |         |         |
| ----------------------------- | -------------------- | --------- | --------- | -------- | -------- | ------- | -------- | ------- | ------- |
| Yahel Castillo                | Egyéni műugrás       | 475,25    | 5.        | 499,65   | 4.       | 492,70  | 6.       |         |         |
| Daniel Islas                  | Egyéni műugrás       | 410,60    | 23.       | kiesett  | kiesett  | kiesett | kiesett  |         |         |
| Iván García                   | Egyéni toronyugrás   | 491,70    | 6.        | 497,40   | 10.      | 521,65  | 7.       |         |         |
| Germán Sánchez                | Egyéni toronyugrás   | 495,85    | 5.        | 477,30   | 14.      | kiesett | kiesett  | kiesett | kiesett |
| Yahel Castillo Julián Sánchez | Szinkron műugrás     |           |           |          |          | 415,14  | 7.       |         |         |
| Iván García Germán Sánchez    | Szinkron toronyugrás |           |           |          |          | 468,90  |          |         |         |

Női
| Versenyző                       | Versenyszám          | Selejtező | Selejtező | Elődöntő | Elődöntő | Döntő   | Döntő    |
| Versenyző                       | Versenyszám          | Pont      | Helyezés  | Pont     | Helyezés | Pont    | Helyezés |
| ------------------------------- | -------------------- | --------- | --------- | -------- | -------- | ------- | -------- |
| Arantxa Chávez                  | Egyéni műugrás       | 225,45    | 29.       | kiesett  | kiesett  | kiesett | kiesett  |
| Laura Sánchez                   | Egyéni műugrás       | 320,15    | 9.        | 336,50   | 7.       | 362,40  |          |
| Paola Espinosa                  | Egyéni toronyugrás   | 324,00    | 13.       | 317,10   | 11.      | 356,20  | 6.       |
| Carolina Mendoza                | Egyéni toronyugrás   | 286,95    | 21.       | kiesett  | kiesett  | kiesett | kiesett  |
| Paola Espinosa Alejandra Orozco | Szinkron toronyugrás |           |           |          |          | 343,32  |          |

## Ökölvívás
Férfi
| Versenyző    | Versenyszám | Selejtező                   | Nyolcaddöntő                | Negyeddöntő                  | Elődöntő          | Döntő             | Helyezés |
| Versenyző    | Versenyszám | Ellenfél Eredmény           | Ellenfél Eredmény           | Ellenfél Eredmény            | Ellenfél Eredmény | Ellenfél Eredmény | Helyezés |
| ------------ | ----------- | --------------------------- | --------------------------- | ---------------------------- | ----------------- | ----------------- | -------- |
| Óscar Valdez | Harmatsúly  | Siva Thápa (IND) · 14–9     | Anvar Junuszov (TJK) · 13–7 | John Joe Nevin (IRL) · 13–19 | kiesett           | kiesett           | 5.       |
| Oscar Molina | Váltósúly   | Custio Clayton (CAN) · 8–12 | kiesett                     | kiesett                      | kiesett           | kiesett           | 17.      |

## Öttusa
| Versenyző   | Versenyszám | Vívás    | Vívás | Vívás | Úszás   | Úszás | Úszás | Lovaglás | Lovaglás | Lovaglás | Lovaglás | Futás/Lövészet   | Futás/Lövészet   | Futás/Lövészet   | Futás/Lövészet   | Összesen    | Összesen |
| Versenyző   | Versenyszám | Eredmény | Pont  | Hely. | Idő     | Pont  | Hely. | Idő      | Hibapont | Pont     | Hely.    | Lövőhiba         | Idő              | Pont             | Hely.            | Összes pont | Helyezés |
| ----------- | ----------- | -------- | ----- | ----- | ------- | ----- | ----- | -------- | -------- | -------- | -------- | ---------------- | ---------------- | ---------------- | ---------------- | ----------- | -------- |
| Óscar Soto  | Férfi       | 16-19    | 784   | 20.** | 2:10,98 | 1232  | 29.   | 76,38    | 24       | 1176     | 6.       | 3                | 10:34,42         | 2464             | 7.               | 5656        | 14.      |
| Tamara Vega | Női         | 16-19    | 784   | 22.*  | 2:18,72 | 1136  | 19.   | 0,00***  | 740      | 460      | 35.      | nem állt rajthoz | nem állt rajthoz | nem állt rajthoz | nem állt rajthoz | 2380        | 36.      |

* - két másik versenyzővel azonos eredményt ért el

** - négy másik versenyzővel azonos eredményt ért el

*** - nem ért célba

## Sportlövészet
Férfi
| Versenyző        | Versenyszám | Selejtező | Selejtező | Döntő   | Döntő    |
| Versenyző        | Versenyszám | Pont      | Helyezés  | Pont    | Helyezés |
| ---------------- | ----------- | --------- | --------- | ------- | -------- |
| Javier Rodríguez | Skeet       | 114       | 24.       | kiesett | kiesett  |

Női
| Versenyző        | Versenyszám           | Selejtező | Selejtező | Döntő   | Döntő    |
| Versenyző        | Versenyszám           | Pont      | Helyezés  | Pont    | Helyezés |
| ---------------- | --------------------- | --------- | --------- | ------- | -------- |
| Alejandra Zavala | Légpisztoly           | 380       | 19.       | kiesett | kiesett  |
| Rosa Peña        | Légpuska              | 392       | 35.       | kiesett | kiesett  |
| Alexis Martínez  | Sportpuska, összetett | 572       | 39.       | kiesett | kiesett  |

## Súlyemelés
Férfi
| Versenyző   | Versenyszám | Szakítás | Szakítás | Lökés    | Lökés    | Összesen | Helyezés |
| Versenyző   | Versenyszám | Eredmény | Helyezés | Eredmény | Helyezés | Összesen | Helyezés |
| ----------- | ----------- | -------- | -------- | -------- | -------- | -------- | -------- |
| José Montes | 56 kg       | 112      | 15.      | 157      | 4.       | 269      | 6.       |

Női
| Versenyző  | Versenyszám | Szakítás | Szakítás | Lökés    | Lökés    | Összesen | Helyezés |
| Versenyző  | Versenyszám | Eredmény | Helyezés | Eredmény | Helyezés | Összesen | Helyezés |
| ---------- | ----------- | -------- | -------- | -------- | -------- | -------- | -------- |
| Luz Acosta | 63 kg       | 99       | 6.       | 125      | 6.       | 224      | 6.       |

## Szinkronúszás
| Versenyző                     | Versenyszám | Technikai gyakorlat | Technikai gyakorlat | Selejtező        | Selejtező        | Selejtező  | Selejtező  | Döntő            | Döntő            | Döntő      | Döntő      | Helyezés |
| Versenyző                     | Versenyszám | Technikai gyakorlat | Technikai gyakorlat | Szabad gyakorlat | Szabad gyakorlat | Összesítés | Összesítés | Szabad gyakorlat | Szabad gyakorlat | Összesítés | Összesítés | Helyezés |
| Versenyző                     | Versenyszám | Pont                | Hely.               | Pont             | Hely.            | Pont       | Hely.      | Pont             | Hely.            | Pont       | Hely.      | Helyezés |
| ----------------------------- | ----------- | ------------------- | ------------------- | ---------------- | ---------------- | ---------- | ---------- | ---------------- | ---------------- | ---------- | ---------- | -------- |
| Blanca Delgado Nuria Diosdado | Páros       | 83,000              | 18.                 | 83,610           | 17.              | 166,610    | 18.        | kiesett          | kiesett          | kiesett    | kiesett    | 18.      |

## Taekwondo
Férfi
| Versenyző     | Versenyszám | Nyolcaddöntő               | Negyeddöntő       | Elődöntő          | Vigaszág elődöntő | Bronz- mérkőzés   | Döntő             | Helyezés |
| Versenyző     | Versenyszám | Ellenfél Eredmény          | Ellenfél Eredmény | Ellenfél Eredmény | Ellenfél Eredmény | Ellenfél Eredmény | Ellenfél Eredmény | Helyezés |
| ------------- | ----------- | -------------------------- | ----------------- | ----------------- | ----------------- | ----------------- | ----------------- | -------- |
| Diego García  | Légsúly     | Safwan Khalil (AUS) · 4–9  | kiesett           | kiesett           |                   |                   |                   | 11.      |
| Erick Osornio | Pehelysúly  | Martin Stamper (GBR) · 2–5 | kiesett           | kiesett           |                   |                   |                   | 11.      |

Női
| Versenyző      | Versenyszám | Nyolcaddöntő              | Negyeddöntő                | Elődöntő          | Vigaszág elődöntő             | Bronz- mérkőzés               | Döntő             | Helyezés |
| Versenyző      | Versenyszám | Ellenfél Eredmény         | Ellenfél Eredmény          | Ellenfél Eredmény | Ellenfél Eredmény             | Ellenfél Eredmény             | Ellenfél Eredmény | Helyezés |
| -------------- | ----------- | ------------------------- | -------------------------- | ----------------- | ----------------------------- | ----------------------------- | ----------------- | -------- |
| Jannet Alegría | Légsúly     | Rája Hatáhet (JOR) · 12–1 | Brigitte Yagüe (ESP) · 0–8 |                   | Carolena Carstens (PAN) · 7–2 | Lucija Zaninović (CRO) · 5–6  |                   | 5.       |
| María Espinoza | Nehézsúly   | Sorn Davin (CAM) · 3–2    | Milica Mandić (SRB) · 4–6  |                   | Talitiga Crawley (SAM) · 13–0 | Glenhis Hernández (CUB) · 4–2 |                   |          |

## Tollaslabda
| Versenyző        | Versenyszám | Csoportkör                                                                                | Csoportkör | Nyolcaddöntő      | Negyeddöntő       | Elődöntő          | Bronz- mérkőzés   | Döntő             | Helyezés |
| Versenyző        | Versenyszám | Ellenfél Eredmény                                                                         | Hely.      | Ellenfél Eredmény | Ellenfél Eredmény | Ellenfél Eredmény | Ellenfél Eredmény | Ellenfél Eredmény | Helyezés |
| ---------------- | ----------- | ----------------------------------------------------------------------------------------- | ---------- | ----------------- | ----------------- | ----------------- | ----------------- | ----------------- | -------- |
| Victoria Montero | Női egyes   | K csoport · Anu Weckström-Nieminen (FIN) · 12–21, 18–21 · Tai Tzu Ying (TPE) · 6–21 10–21 | 3.         | kiesett           | kiesett           | kiesett           | kiesett           | kiesett           | 33.      |

## Torna
Férfi
| Versenyző     | Versenyszám | Selejtező | Selejtező | Döntő    | Döntő    |
| Versenyző     | Versenyszám | Pontszám  | Helyezés  | Pontszám | Helyezés |
| ------------- | ----------- | --------- | --------- | -------- | -------- |
| Daniel Corral | Korlát      | 15,433    | 8.        | 15,333   | 5.       |
| Daniel Corral | Lólengés    | 12,333    | 61.       | kiesett  | kiesett  |

Női
| Versenyző      | Versenyszám | Selejtező | Selejtező | Döntő    | Döntő    |
| Versenyző      | Versenyszám | Pontszám  | Helyezés  | Pontszám | Helyezés |
| -------------- | ----------- | --------- | --------- | -------- | -------- |
| Elsa Rodríguez | Talaj       | 13,733    | 35.       | kiesett  | kiesett  |
| Elsa Rodríguez | Gerenda     | 12,400    | 58.       | kiesett  | kiesett  |

## Triatlon
| Versenyző         | Versenyszám | 1,5 km úszás | Depózás 1 | 40 km kerékpározás | Depózás 2 | 10 km futás | Összesítés | Összesítés |
| Versenyző         | Versenyszám | Idő          | Idő       | Idő                | Idő       | Idő         | Idő        | Helyezés   |
| ----------------- | ----------- | ------------ | --------- | ------------------ | --------- | ----------- | ---------- | ---------- |
| Crisanto Grajales | Férfi       | 18:10        | 0:38      | 59:36              | 0:33      | 31:11       | 1:50:08    | 28.        |
| Claudia Rivas     | Női         | 18:29        | 0:43      | 1:06:26            | 0:33      | 36:27       | 2:02:38    | 21.        |

## Úszás
Férfi
| Versenyző        | Versenyszám  | Előfutam | Előfutam | Előfutam | Elődöntő | Elődöntő | Elődöntő | Döntő   | Döntő    |
| Versenyző        | Versenyszám  | Idő      | Hely.    | Össz.    | Idő      | Hely.    | Össz.    | Idő     | Helyezés |
| ---------------- | ------------ | -------- | -------- | -------- | -------- | -------- | -------- | ------- | -------- |
| Arturo Vertti    | 1500 m gyors | 15:25,91 | 1.       | 22.      |          |          |          | kiesett | kiesett  |
| Christian Schurr | 200 m mell   | 2:14,16  | 4.       | 26.      | kiesett  | kiesett  | kiesett  | kiesett | kiesett  |

Női
| Versenyző          | Versenyszám      | Előfutam | Előfutam | Előfutam | Elődöntő | Elődöntő | Elődöntő | Döntő     | Döntő    |
| Versenyző          | Versenyszám      | Idő      | Hely.    | Össz.    | Idő      | Hely.    | Össz.    | Idő       | Helyezés |
| ------------------ | ---------------- | -------- | -------- | -------- | -------- | -------- | -------- | --------- | -------- |
| Liliana Ibañez     | 100 m gyors      | 55,71    | 2.       | 25.      | kiesett  | kiesett  | kiesett  | kiesett   | kiesett  |
| Liliana Ibañez     | 200 m gyors      | 2:01,36  | 3.       | 26.      | kiesett  | kiesett  | kiesett  | kiesett   | kiesett  |
| Susana Escobar     | 400 m gyors      | 4:14,78  | 5.       | 28.      |          |          |          | kiesett   | kiesett  |
| Susana Escobar     | 400 m vegyes     | 4:50,57  | 2.       | 29.      |          |          |          | kiesett   | kiesett  |
| Patricia Castañeda | 800 m gyors      | 8:44,44  | 4.       | 27.      |          |          |          | kiesett   | kiesett  |
| Fernanda González  | 100 m hát        | 1:01,28  | 1.       | 23.      | kiesett  | kiesett  | kiesett  | kiesett   | kiesett  |
| Fernanda González  | 200 m hát        | 2:12,75  | 3.       | 24.      | kiesett  | kiesett  | kiesett  | kiesett   | kiesett  |
| Rita Medrano       | 200 m pillangó   | 2:11,42  | 8.       | 23.      | kiesett  | kiesett  | kiesett  | kiesett   | kiesett  |
| Erica Dittmer      | 200 m vegyes     | 2:16,54  | 5.       | 27.      | kiesett  | kiesett  | kiesett  | kiesett   | kiesett  |
| Lizeth Rueda       | 10 km nyílt vízi |          |          |          |          |          |          | 2:02:46,1 | 21.      |

## Vitorlázás
Férfi
| Versenyző          | Versenyszám     | Futam | Futam | Futam | Futam | Futam | Futam | Futam | Futam | Futam | Futam | Futam   | Pontszám | Helyezés |
| Versenyző          | Versenyszám     | 1     | 2     | 3     | 4     | 5     | 6     | 7     | 8     | 9     | 10    | É       | Pontszám | Helyezés |
| ------------------ | --------------- | ----- | ----- | ----- | ----- | ----- | ----- | ----- | ----- | ----- | ----- | ------- | -------- | -------- |
| David Mier         | Szörfvitorlázás | 32    | 27    | 30    | (35)  | 28    | 27    | 28    | 32    | 30    | 20    | kiesett | 254      | 32.      |
| Ricardo Montemayor | Laser           | 39    | 41    | 44    | (46)  | 45    | 29    | 29    | 40    | 11    | 42    | kiesett | 320      | 38.      |

Női
| Versenyző   | Versenyszám  | Futam | Futam | Futam | Futam | Futam | Futam | Futam | Futam | Futam | Futam | Futam | Pontszám | Helyezés |
| Versenyző   | Versenyszám  | 1     | 2     | 3     | 4     | 5     | 6     | 7     | 8     | 9     | 10    | É     | Pontszám | Helyezés |
| ----------- | ------------ | ----- | ----- | ----- | ----- | ----- | ----- | ----- | ----- | ----- | ----- | ----- | -------- | -------- |
| Tania Elías | Laser radial | 12    | 9     | 6     | 19    | 13    | (33)  | 13    | 5     | 13    | 10    | 16    | 116      | 10.      |

## Vívás
Férfi
| Versenyző    | Versenyszám | Selejtező                     | 32-es főtábla           | Nyolcaddöntő      | Negyeddöntő       | Elődöntő          | Bronz- mérkőzés   | Döntő             | Helyezés |
| Versenyző    | Versenyszám | Ellenfél Eredmény             | Ellenfél Eredmény       | Ellenfél Eredmény | Ellenfél Eredmény | Ellenfél Eredmény | Ellenfél Eredmény | Ellenfél Eredmény | Helyezés |
| ------------ | ----------- | ----------------------------- | ----------------------- | ----------------- | ----------------- | ----------------- | ----------------- | ----------------- | -------- |
| Daniel Gómez | Tőr, egyéni | Bojan Jovanović (CRO) · 15–14 | Ma Jianfei (CHN) · 9–15 | kiesett           | kiesett           | kiesett           | kiesett           | kiesett           | 29.      |

Női
| Versenyző       | Versenyszám  | Selejtező         | 32-es főtábla            | Nyolcaddöntő      | Negyeddöntő       | Elődöntő          | Bronz- mérkőzés   | Döntő             | Helyezés |
| Versenyző       | Versenyszám  | Ellenfél Eredmény | Ellenfél Eredmény        | Ellenfél Eredmény | Ellenfél Eredmény | Ellenfél Eredmény | Ellenfél Eredmény | Ellenfél Eredmény | Helyezés |
| --------------- | ------------ | ----------------- | ------------------------ | ----------------- | ----------------- | ----------------- | ----------------- | ----------------- | -------- |
| Úrsula González | Kard, egyéni |                   | Kim Dzsijon (KOR) · 3–15 | kiesett           | kiesett           | kiesett           | kiesett           | kiesett           | 28.      |